# Schleuse Artern
Die Schleuse Artern ist eine denkmalgeschützte Schleuse in einem Schleusenkanal der Unstrut in der Landgemeinde Artern im thüringischen Kyffhäuserkreis. Die Schleuse Artern ist eine Bedarfsschleuse und nicht regelmäßig besetzt. Es ist notwendig, Schleusungen vorher anzumelden.

## Geschichte
Eine Nutzung der Unstrut als Transportweg ist seit 981 urkundlich belegt. Schifffahrt auf der Unstrut wird 1602 erwähnt. Eine nennenswerte wirtschaftliche Nutzung war aufgrund der geringen Tiefe und der morastigen Ufer lange Zeit nur sehr eingeschränkt möglich. Zur Erhaltung der Uferwege mussten große Anstrengungen unternommen werden, da diese für das Treideln der Frachtkähne unabdingbar notwendig waren. Ab dem Jahre 1790 wurde die Saaleschifffahrt weiter ausgebaut. Der Kurfürst von Sachsen, Friedrich August III. ordnete in diesem Zusammenhang an, die obere Saale und auch die Unstrut wirtschaftlich schiffbar zu machen. Die Schleuse Artern wurde im Rahmen des Großprojektes der Schiffbarmachung von der Saale bis zur Unstrut 1790 bis 1793 erbaut. Sie wurde 1793 als eine der ursprünglich 12 Unstrutschleusen fertig gestellt. 1834 war die Unstrut durchgängig (Zitat) (be)fahrbar gemacht, und es sind 12 Schleusen an derselben angelegt, nämlich zu Artern, Ritheburg, Schönewerda, Roßleben, Wendelstein, Nebra, Vitzenburg, Karsdorf, Burgscheidungen, Laucha, Zscheiplitz und Freiburg. Bei sämtlichen Schleusen sind Zugbrücken angelegt, damit die Straßen nicht unterbrochen werden.
Mitte der 1950er Jahre bereits verlor die Unstrut als Wasserstraße an wirtschaftlicher Bedeutung. Die wasserbaulichen Anlagen wurden vernachlässigt. 1967 wurde der Fluss aus dem Verzeichnis der Binnenwasserstraßen der DDR gestrichen und im Rahmen eines Hochwasserschutzprogramms für die Unstrut die Schleusen Artern, Schönewerda, Roßleben, Nebra, Vitzenburg, Karsdorf und Freyburg stillgelegt.

## Beschreibung

### Schleuse
Die Schleuse Artern ist eine Kammerschleuse mit geraden Kammerwänden. Sie hat eine nutzbare Länge von 50,00 Meter. Sie ist 5,50 Meter breit. Die Fallhöhe beträgt im Mittel etwa 1,60 Meter. Zum Verschließen der Schleusenkammer dienen Stemmtore, die über Torstangen und einen mechanischen Antrieb geöffnet und geschlossen werden. Die Schleuse war zugelassen für Schiffe bis zu einer Länge von etwa 46 Metern, was dem heute nicht mehr gebräuchlichen Unstrutmaß entspricht. Trotz mehrfacher Instandsetzungsarbeiten mussten im Zeitraum von 2003 bis 2008 umfangreiche Sanierungsarbeiten durchgeführt werden. Die Instandsetzung der Schleuse mit Schleusenhaus und neu errichteter Bootsanlegestelle macht nun auch die touristische Nutzung möglich.

## Bilder

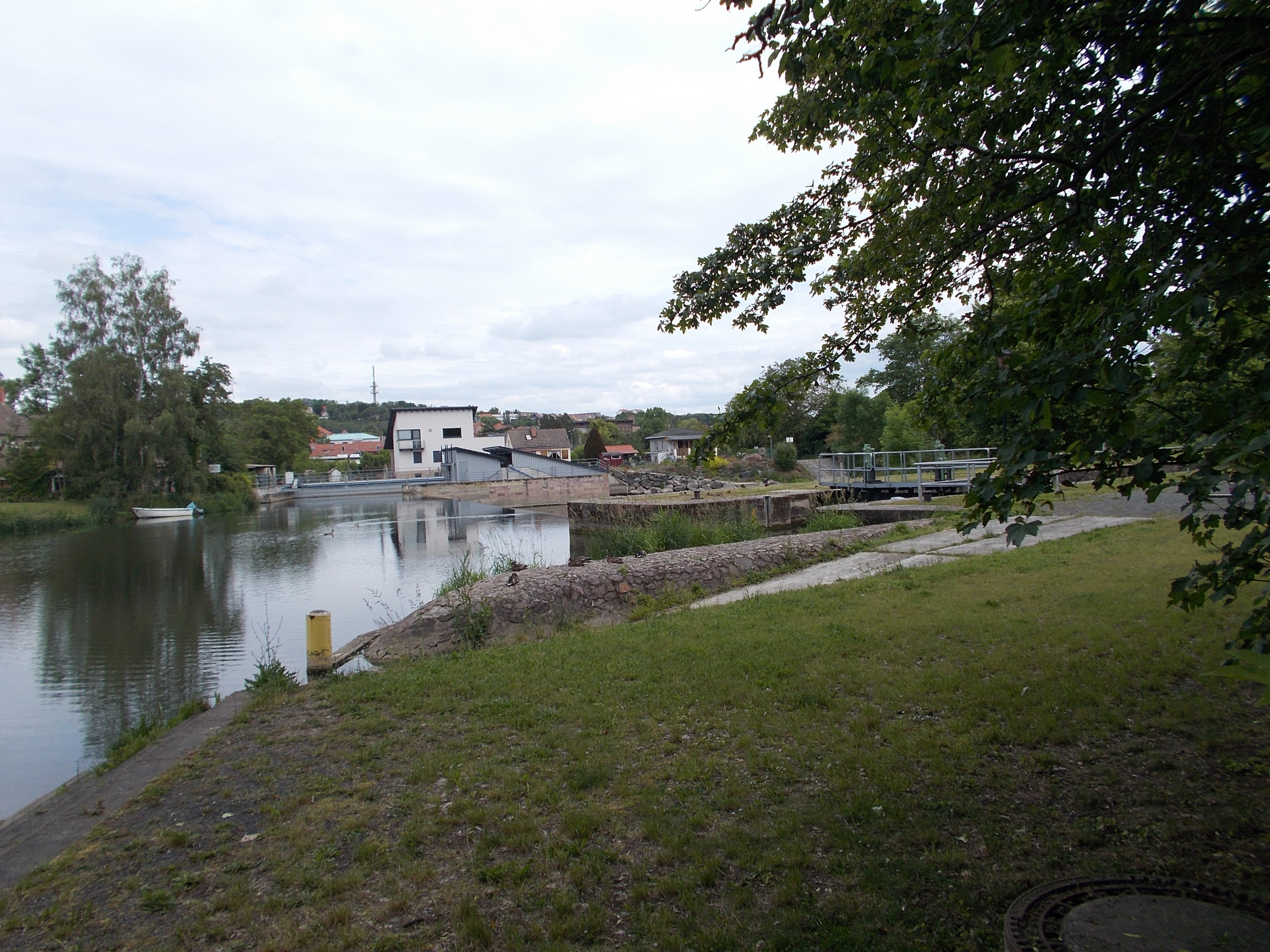
Oberwasser
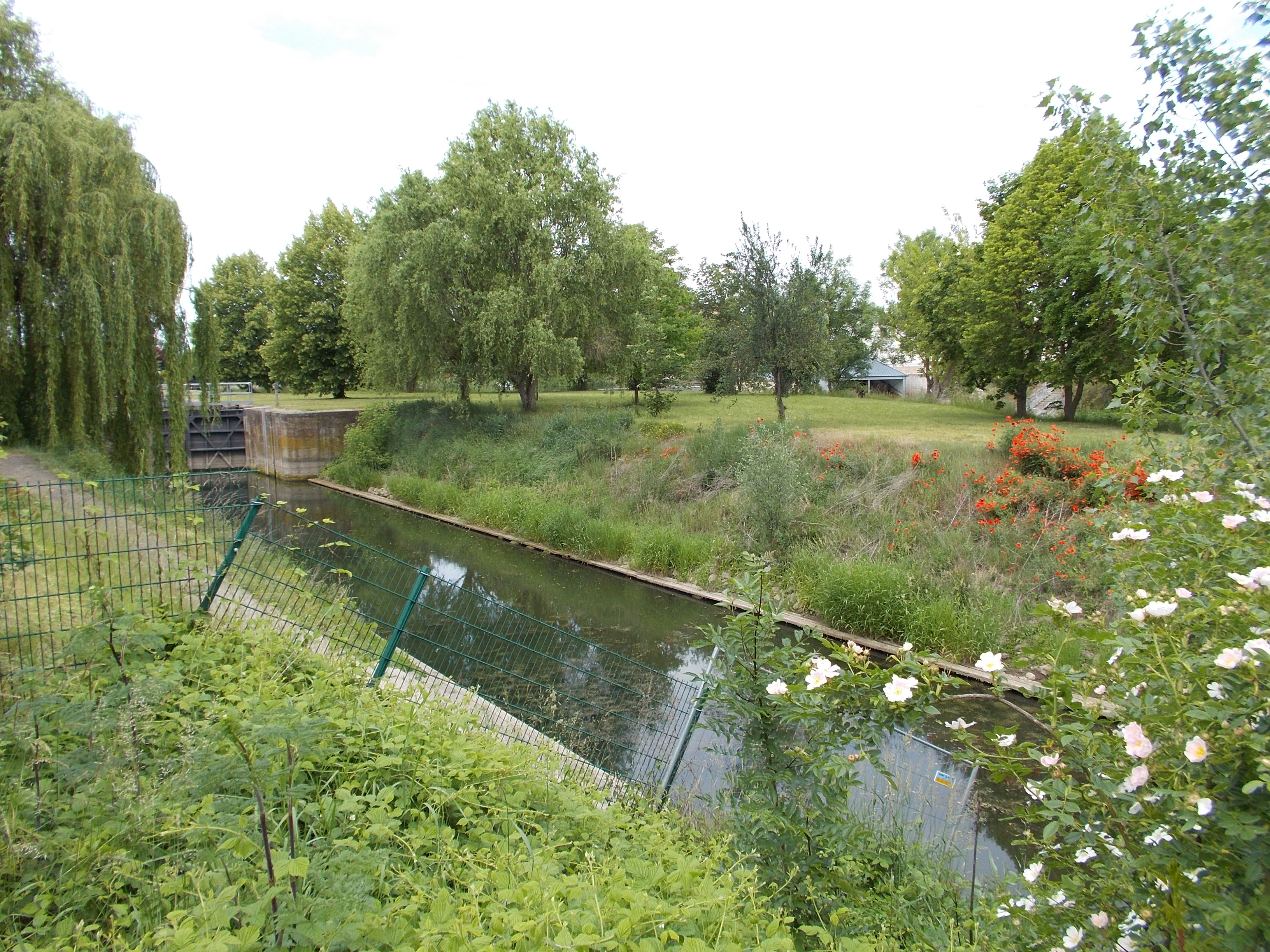
Unterwasser

### Wehr und Wasserkraftanlage
In den Jahren 2003 bis 2008 erfolgte die Sanierung und Rekonstruktion des Baudenkmales Schleuse und Wehr. Das heute noch funktionsfähige Wehr mit einer Kronenbreite von 63 Meter und einer maximalen Stauhöhe von 2,05 Meter ist von 1726 bis 1728 erbaut worden. Bereits im 14. Jahrhundert wird urkundlich ein Wehr erwähnt. Die historische Anlage wurde in den Jahren 2010/11 durch eine moderne Wasserkraftanlage mit Fischpass ergänzt. Mit dieser Anlage können jährlich mehr als 400 Haushalte mit ökologisch produziertem Strom beliefert werden.